# Alchemilla vestita
Alchemilla vestita är en rosväxtart som först beskrevs av Robert Buser, och fick sitt nu gällande namn av Christen Christiansen Raunkiaer. Alchemilla vestita ingår i släktet daggkåpor, och familjen rosväxter. Inga underarter finns listade i Catalogue of Life.